# 덤파운데드
덤파운데드(영어: Dumbfoundead 덤파운디드[*], 영어 발음: /ˈdʌmˌfaʊndɪd/, 1986년 2월 18일 ~ )는 한국계 미국인 힙합 가수이다. 본명은 조너선 박 (Jonathan Park), 한국 이름은 박성만이며 로스앤젤레스 코리아타운 출신이다.

## 생애
한국 난민으로 부에노스 아이레스에서 태어난 덤파운데드는 자신의 어머니로부터 여동생과 함께 멕시코로 몰래 들어왔다가, 나중에 3살 때 로스앤젤레스의 코리아타운에 정착하게 되었다. 그는 어릴 적 장난끼 많은 아이로 자랐고 10살 때 맥아더 공원의 구민회관에 들어서자 마자 힙합을 접했다. Mark Luv of Zulu Nation, Poppin' Chuck, Cre8 RTN, and Ezrock과 같은 MC들을 만나게 되었고 이 일을 계기로 그는 스스로 프리스타일 랩을 갈고 닦음과 동시에 힙합의 역사와 뿌리를 탐구하게 되었다. 1년 후, 그는 그의 친구의 소개로 중남부의 오픈마이크 워크숍에 들어가게 되었다. 그 곳에서 그는 Otherwize, Riddlore, Nocando, P.E.A.C.E. 같은 Blowdian들 사이에서 더욱 실력을 갈고 닦았으며 결국 스스로 Blowdian의 타이틀을 거머쥐게 되었다.
덤파운데드는 존 마셜 고등학교에서 2학년 때 잦은 무단 결석 탓에 학교를 그만뒀고, 여동생과 함께 맥아더공원 지역의 단칸방에서 머물렀다. 전업 음악인의 길을 걷기 전에, 집안을 경제적으로 돕기 위해서 보석 보증인 등 여러 가지 일을 했다.

## 역사
재미교포인 덤파운데드는 미국에서 프리스타일 배틀 래퍼로서 이름을 알리며 활동하다가 2009년 5월, 에픽하이 월드투어 당시 만나 친해져 에픽하이 6집 [e]에 참여하면서 모국인 한국에도 이름을 알리기 시작했다. 2009년 6월 3일, 자신의 첫 음반인 Fun With Dumb을 발매하였다. 2009년 9월 27일엔 인천세계도시축전 일환으로 열린 《R-16 CONCERT》에 참여하였다.
이후, 타블로가 블로그를 통해 케로 원의 세션 기타리스트였던 빈스와 함께 작업한 "She Don't Care"의 어쿠스틱 버전을 소개하였으며 2009년 11월 27일에는 Dok2의 Thunderground EP 발매 기념으로 무료곡 "Map the Soul 16"을 공개하였다.
2010년 4월 23일에는 자신의 홈페이지를 통해 박재범과 클라라가 피쳐링한 "Clouds"를 공개하였다. 이후 뮤직비디오를 공개하였으며, 5월 19일에는 케로 원의 세 번째 음반 Kinetic World에 수록된 "Asian Kid"에 타블로, MYK와 함께 피쳐링에 참여하였다.
이후 2011년 11월 1일, 첫 솔로 음반 《DFD》를 발매하였다. 이듬 해 10월 16일, 두 번째 정규 음반 《Take the Stares》를 발매하였고 2013년에는 듀크 웨스트레이크가 프로듀싱한 세 번째 정규 음반 《Old Boy Jon》을 발매했다. 또한 에픽하이, Wax, 박재범, Breezy Lovejoy을 포함한 다양한 아티스트들과 활발하게 공동작업을 해왔다. 또한 조셉 칸의 공포영화 "Detention"에서 조연을 맡기도 했다. 그의 노래 중 하나인 "Jam Session 2.0"은 각국의 8명의 뮤지션들로 구성된 분할 스크린 안에서 하나의 곡을 연주하여 세계의 관심을 받았고 NBC에도 소개가 된 바 있고 로스앤젤레스 타임스, 라스트 콜 위드 카슨 데일리, MTV 하이브, 엠넷에도 소개된 적이 있다. 2015년에는 키스 에이프의 히트 곡 "잊지마" 조쉬 팬 리믹스에 와카 라카 플레임, ASAP 퍼그, 파더와 더불어 피처링에 참여하였다.
2016년에는 믹스테이프 《We Might Die》를 발매하였고, 발매 직후 전개한 투어는 밴쿠버, 워싱턴 DC, 뉴욕, 시카고, 로스앤젤레스, 시애틀 등지에서 전석 매진을 기록했다. 2017년에는 한국 진출을 한다고 알렸으며, 5월 10일, 이어 오브 디 옥스와 함께 레이블 본 시티즌 (BORN CTZN)을 설립했다는 소식과 함께 더 컷 매거진과 협업한 "Hold Me Down"의 뮤직비디오를 공개하였다. 이어 5월 17일, 도끼, 사이먼 도미닉, 타이거 JK가 참여한 첫 한국 데뷔 음반 선공개곡 "형"을 발매하였다. 23일 제시, 챈슬러 등이 참여한 EP 《Foreigner》를 발매하였다.

## 음반 목록
- 《Different Galaxies》 (2010년)
- 《Clouds》 (2010년)
- 《Respect 16`s - Duke Westlake Remix》 (2010년)
- 《DFD》 (2011년)
- 《Take the Stares》 (2012년)
- 《Old Boy Jon》 (2013년)
- 《Mellow Yellow》 (2015년)
- 《Coachella》 (2015년)
- 《100 Grand - Single》 (2015년)
- 《Domies (도우미)》 (2015년)
- 《미장원 Mijangwon》 (2015년)
- 《Safe》 (2016년)
- 《Banned From The Motherland》 (2016년)
- 《We Might Die》 (2016년)
- 《K.B.B (가위바위보)》 (2016년)
- 《Respect 16`s》 (2017년)
- 《형 (Hyung)》 (2017년)
- 《Foreigner》 (2017년)

### 참여 음반
- 에픽하이 [e] - "Maze", "Rocksteady"
- 케로 원 Kinetic Flow - "Asian Kid"

### 무료곡
- 2009년 11월 27일 "Map the Soul 16" 바로가기
- 2010년 4월 23일 "Clouds" (Feat. Jay Park & Clara) 바로가기

## 영상 목록

### 영화
- 디텐션 (2011)
- 라야와 마지막 드래곤 (2021) - 애니메이션
- 퀴즈 레이디 (2023)

### 텔레비전
- 파워 (2016)
- 핀과 제이크의 어드벤처 타임 (2017) - 애니메이션
- 더 믹 (2018)